# 海因里希·奥托·威兰
海因里希·奥托·威兰（德語：Heinrich Otto Wieland，德語發音：[ˈhaɪnʁɪç ˈviːlant] ⓘ；1877年6月4日—1957年8月5日）是一位德国化学家，终生致力于面对天然产物的有机化学研究，成功分离出多种毒素与生物碱。因对胆汁酸及其相关物质研究的贡献而获得1927年度的诺贝尔化学奖（1928年頒發）。。

## 生平
1901年，威兰在导师弗里德里希·卡尔·约翰尼斯·提艾利指导下获得慕尼黑大学博士学位，1904年获得特许任教资格，继续在慕尼黑大学教书，并从1907年开始担任德国勃林格殷格翰制药公司顾问一职。1914年，他成为有机化学方面的副教授和慕尼黑国家实验室有机化学部主任。1917年至1918年间，威兰在弗里茨·哈伯的领导下，在位于柏林达勒姆区的威廉皇帝研究所（现弗里茨·哈伯研究所）工作。这一工作使得他不必服正规兵役。他在那里参与武器研究，如寻找芥子毒气的合成路线，另外他也被认为是首位合成亚当氏毒气（二苯胺氯胂）的人。
1913年至1921年间，他在慕尼黑工业大学任职教授，后来转到弗莱堡大学，接替1920年因病去世的路德维希·加特曼作为教授，另外威兰也有负责编写加特曼的《有机化学实践》一书。威兰在弗莱堡大学主要研究蟾蜍毒素和胆汁酸，他也和勃林格殷格翰公司合作合成了多种生物碱，如吗啡和番木鳖碱。
1925年慕尼黑大学化学教授里夏德·维尔施泰特因深受反犹太主义困扰而被迫退休，威兰从手中接任慕尼黑大学化学系系主任职务。在1927年的诺贝尔化学奖评选中，没有候选人获得评委会的认可，于是1927年的化学奖保留到第二年才决定颁发给威兰。1941年，威兰从世界上毒性最大的蘑菇之一——毒鹅膏（Amanita phalloides）中分离出其主要活性剂——α-鹅膏蕈碱毒素。
在纽伦堡法案颁布之后，威兰成功保护承受各种种族歧视负担的犹太学生。因为种族原因而被驱逐的学生都可以作为化学家留在威兰的研究组里，或者作为枢密院官员的客人。他的一个学生，汉斯·康拉德·莱佩尔特在为库特·胡伯的遗孀克拉拉·胡伯筹款后不久被判处死刑。

## 家庭
威兰的父亲特奥多尔·威兰（Theodor Wieland，1846年–1928年）是一个药师，拥有化学博士学位，在德国普福尔茨海姆市拥有一间金银精炼厂。威兰是勃林格殷格翰的创始人阿尔伯特·勃林格（Albert Boehringer，1861年–1939年）的妻子海伦·勃林格（Helene Boehringer，婚前姓Renz，1867年–1946年）的表弟。1915年至1920年末，他担任勃林格殷格翰的顾问，并在公司内成立第一个科研部门。威兰的女儿伊娃·威兰（Eva Wieland）和费奥多尔·吕嫩（Feodor Lynen）在1937年5月14日结婚，吕嫩是1964年诺贝尔生理学或医学奖得主。

## 海因里希·威兰奖
从1964年开始，海因里希·威兰奖每年颁奖一次，以促进脂类和相关物质在化学、生物化学、生理学和临床医学领域内的研究。这个奖是国际上最有价值的科学奖之一，已经有超过40年历史，58名科学家曾获得过这项奖。海因里希·威兰奖是由勃林格殷格翰公司赞助的，由独立的董事会颁奖。